# 안동 도산서원 상덕사 및 삼문
안동 도산서원 상덕사 및 삼문(安東 陶山書院 尙德祠 및 三門)은 경상북도 안동시, 도산서원에 있는 조선시대의 건축물이다. 1963년 1월 21일 대한민국의 보물 제211호로 지정되었다.

## 개요
서원이란 훌륭한 사람들에게 제사지내고 유학을 공부하던 조선시대 사립교육기관을 말한다. 도산서원은 퇴계 이황(1501∼1570)선생의 학문과 덕행을 기리기 위해 처음 세웠다.
이황 선생은 조선 중기의 유명한 문신으로 여러 벼슬을 두루 거치고 평생을 학문 연구와 제자 양성에 힘쓴 분이다.
도산서원 제일 뒤쪽에 있는 상덕사는 이황 선생의 신주를 모신 사당이다. 조선 선조 7년(1574)에 지었고 지금 있는 건물은 1969년 수리한 것이다.
규모는 앞면 3칸·옆면 2칸이며 지붕은 옆면에서 볼 때 여덟 팔(八)자 모양인 팔작지붕이다. 상덕사를 드나드는 정문은 앞면 3칸·옆면 2칸 크기로 지붕은 옆면에서 볼 때 사람 인(人)자 모양을 한 맞배지붕으로 꾸몄다. 문은 상덕사를 지을 때 같이 지은 것으로 앞면 기둥은 계단 높낮이때문에 다른 기둥보다 길이가 길다. 정문 양옆으로 사당 주위를 둘렀던 토담은 1969년 보수공사 때 돌담장으로 모두 바꾸었다.
간결하고 매우 검소하게 지은 전통 깊은 조선시대 건축물이다.

## 같이 보기
- 도산서원

## 참고 자료
- 안동 도산서원 상덕사 및 삼문 - 국가유산청 국가유산포털